# Station Żarnowiec Elektrownia Jądrowa
Station Żarnowiec Elektrownia Jądrowa is een spoorwegstation in de Poolse plaats Żarnowiec.